# ブラストワンピース
ブラストワンピース（欧字名:Blast Onepiece、2015年4月2日 - ）は、日本の競走馬、馬場馬術競技馬。主な勝ち鞍は2018年の有馬記念、毎日杯、新潟記念、2019年の札幌記念、2020年のアメリカジョッキークラブカップ。
馬名の由来は「突風＋母名の一部」。2018年のJRA賞最優秀3歳牡馬。

## 戦績

### デビュー前
2015年4月2日、北海道安平町のノーザンファームで母ツルマルワンピースの初仔として誕生。一口馬主法人シルクレーシングから「ツルマルワンピースの15」として総額2,000万円（一口4万円×500口）で募集された。出生時より脚が内向しており、慎重に育成が進められた。1歳時はまだ見栄えのする馬体ではなかったが、2歳の夏になると一気に肉付きがよくなり、牧場での評価も上昇した。

### 2歳（2017年）
美浦・大竹正博厩舎に入厩。脚元の問題からダートでのデビューも検討されたが、調教が進むに連れて問題なしと判断され、11月19日に東京競馬場で行われた芝1800mの新馬戦でデビュー。同日に京都競馬場でマイルチャンピオンシップが行われる関係で騎手の選定は難航したが、関西所属ながら当日東京で騎乗予定だった池添謙一に白羽の矢が立った。ノーザンファーム天栄場長の木實谷雄太が「よくこの完成度で、新馬戦を勝てたな」、大竹も「一度使ってからかな」と考えていたように、単勝5番人気の評価であったが、直線で一瞬前が壁になりながらも進路が開くと瞬時に反応し、上がり3F33.3の末脚で新馬勝ちを収めた。
背腰に疲れが残る体質のため、2戦目以降は一貫して2ヶ月程度のレース間隔を確保するローテーションが採用されている。

### 3歳（2018年）
年明け初戦となったゆりかもめ賞では、稍重の馬場の中、メンバー中最速の上がり3F34.0の末脚で他馬を突き放し、2着ドレークに4馬身差をつける圧勝でデビュー2連勝を飾った。続く3戦目には毎日杯（GIII）を選択。レースでは直線入り口で内ラチにぶつかるアクシデントをものともせず、2着ギベオンに2馬身差を付けて優勝。デビューから無傷の3連勝での重賞初制覇となった。陣営は皐月賞（GI）には向かわず、東京優駿（GI）への直行を表明した。
しかし、中間は馬体重が大きく増加し、東京優駿当日も前走比プラス10kgの532キロとやや重めの仕上がりとなった。それでも、同じく無敗のダノンプレミアムに次ぐ2番人気に支持される。しかし、騎乗する池添が「唯一の不安」としていたスタートで出遅れ、後方からの競馬となる。道中でポジションを上げていったが、4コーナーで下がってきたジェネラーレウーノを交わすロスに加え、直線序盤で外のワグネリアンに進路を塞がれるなどスムーズに加速が出来ず、最後は差を詰めたものの5着に敗れた。レース後、池添は「僕が直線でうまく出せていたら違った」と悔やんだ。
休養を挟み、古馬初対戦となった新潟記念(GIII)では後方待機から直線では大外に進路を取り、ノーステッキで抜け出して完勝し、重賞2勝目を挙げた。鞍上の池添が「お客様に見てもらおうと思って、直線は外に出して行きました」とコメントするほど、余裕のある勝利であった。
クラシック最終戦となる菊花賞は、1番人気での出走。馬なりでゲートをでたものの、最初の下り坂でペースが遅くなったため、後方ポジションを選択。1周目のスタンド前でいつでも動けるよう早めに外目の位置を確保し、早めにポジションを上げていったエタリオウをマークする形で進めるも、同レースでは珍しいくらいのスローペース・2周目の4コーナーで外に膨れたのを立て直すロスもあり、4着に敗れる。池添は、「直線で追い出すとしっかり脚を伸ばしてくれて、ゴールまで止まらずに頑張っているのですが、最後は決め手のある馬にやられてしまいました。スピードが乗っていた分、2周目の4コーナーでは遠心力で外に膨れるところがありましたが、それまでは手前もちゃんと変えて走れていましたから、右回りも問題なかったと思います。」とコメント。なお、前走の新潟記念に続き、ベストターンドアウト賞を受賞している。

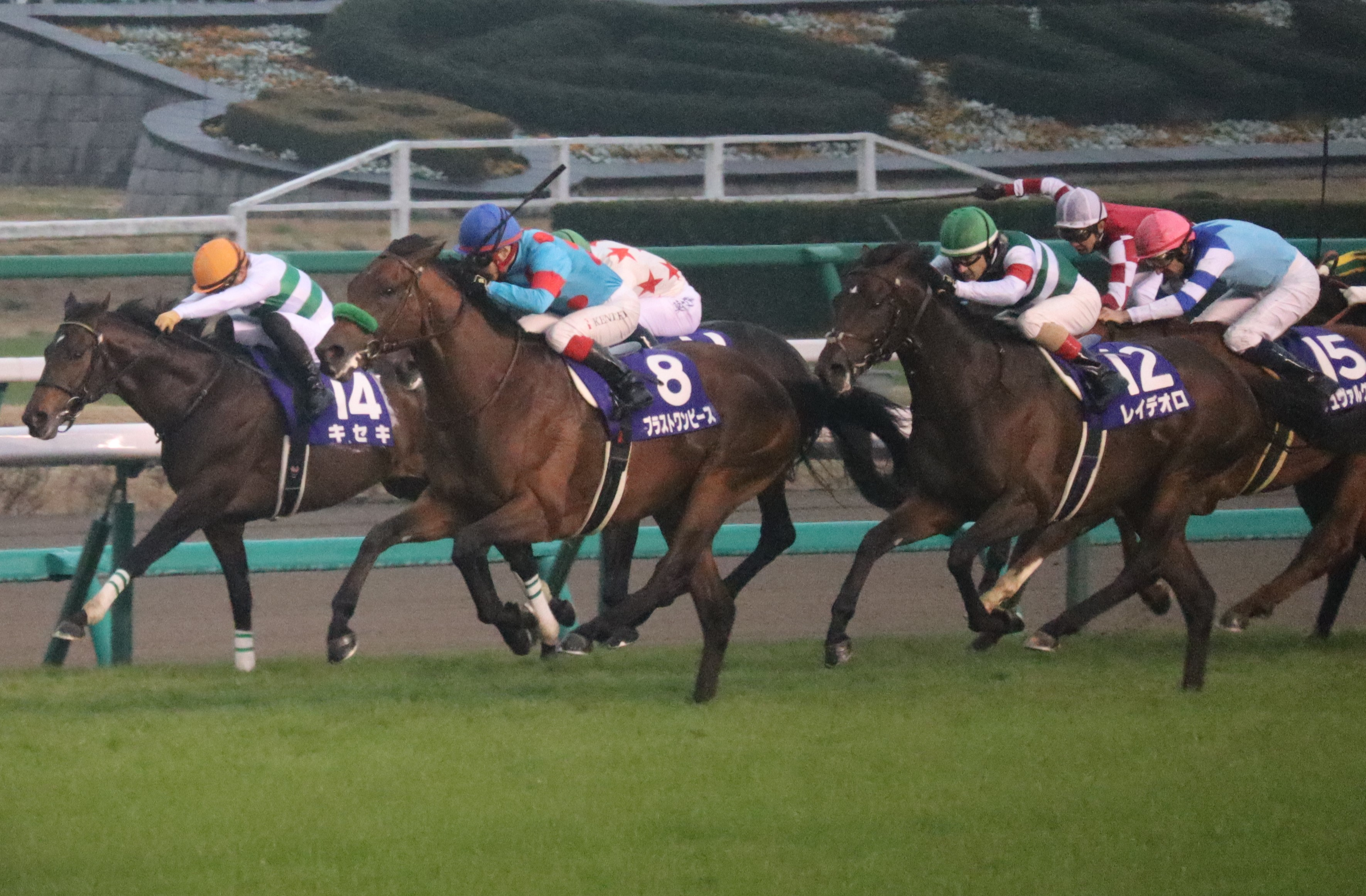
第63回有馬記念優勝時

年末の有馬記念には唯一の3歳馬として出走。枠順抽選会では池添が4枠8番を引き当てた。GI未勝利ながら最終オッズではレイデオロ、キセキに次ぐ3番人気に支持された。ゲートが開くと道中は6～7番手の外を追走。4角地点から一気に仕掛けられ、直線で逃げ粘るキセキを残り100mで交わすと、最後は外から追い込んできた1番人気レイデオロの追撃をクビ差退けて優勝。3度目の挑戦でGI初制覇を果たした。鞍上の池添は2009年のドリームジャーニー、2011年・2013年のオルフェーヴルに続く有馬記念単独最多の4勝目、調教師の大竹正博は開業10年目で悲願のGI初制覇となった。

### 4歳（2019年）
古馬初戦は3月31日の大阪杯を選択。キセキ、マカヒキなどの前年の有馬記念で対戦したメンバーや同世代のダービー馬ワグネリアン、2018年マイルCS勝ち馬ステルヴィオなど本馬を含めてGI馬8頭、さらにサングレーザーやエアウィンザーなどの実力馬も出走する豪華メンバーの中で、前年3歳で有馬記念を勝った実力が評価され1番人気に推される。レースではまず後方につけて3、4コーナーにかけて徐々に進出を試みるも直線でペルシアンナイトに大外に持ち出され、最終的には流れ込む形で6着に終わった。
大阪杯を戦った馬の多くは宝塚記念などのGI戦線に向かう中、本馬は目黒記念（GII）へ出走。当初はクリストフ・ルメールと初コンビを結成する予定であったが、ルメールが5月5日のNHKマイルカップにてグランアレグリアに騎乗して出走した際、最後の直線で外側に斜行しダノンチェイサーの進路を塞いだことで翌週開催から16日間の騎乗停止処分を受けて当日の同馬への騎乗が不可能となったため、池添が続投となった。メンバー最重斤量59kgのハンデを負った中1番人気に推されるものの、高速馬場でのレコード決着の中、直線で失速し8着に終わった。
その後は凱旋門賞出走も見据えて札幌記念へ川田将雅騎手と初コンビで出走。ワグネリアン、フィエールマンらの同世代のGI馬をはじめ、ペルシアンナイトと本馬含めたGI馬4頭、さらに前年の覇者サングレーザー等も集まった豪華メンバーの中、フィエールマン、ワグネリアンに次ぐ3番人気となる。レースでは道中9番手の後方を進むと、直線では馬群狭い所を突いて先団につけていたワグネリアンらに並びかけ、最後は一歩抜き出ていたサングレーザーをクビ差かわして1着入線、本年初勝利を挙げた。
札幌記念制覇後はイギリスに渡って調整が進められ、迎えた凱旋門賞にフィエールマン、キセキと共に参戦。レースは道中中団の好位を追走するも、午前中に雨が降ったロンシャンの重馬場に苦しみ、伸びを欠いて12頭立ての11着に大敗した。鞍上の川田騎手は敗因に先述の馬場を挙げると共に、「ゴール入った後もすぐに止まるほど、止まった後も歩くことがやっとという状態になるほど、体力を出し切ってくれたので、よく頑張ってくれたと思います」とブラストワンピースを労う言葉を述べた。
帰国後は連覇が懸かる有馬記念など年内の競走は回避、翌年のアメリカジョッキークラブカップからの始動を目指すこととなった。

### 5歳～7歳（2020年～2022年）
2020年1月26日のアメリカジョッキークラブカップ(GII)から始動。中山2200m連対率100%のミッキースワローや前年のオールカマーを制したスティッフェリオ等の実績馬が集まった中で、1番人気の支持を受けると、レースではまずまずのスタートから道中は先団につけて直線では内に進路を取り、最後は先に抜け出したステイフーリッシュをゴール前で差し切って優勝。2020年の始動戦を勝利し、5度目の重賞制覇を成し遂げた。
その後は前年も出走した大阪杯に参戦。3番人気に支持され、中団後方からレースを進めたが、直線で伸びきれず7着に敗退。これについて大竹調教師は「一番嫌なパターンで去年（6着）と同じ形」とコメントした。
続いてファン投票10位の票数を集めた宝塚記念に出走。4番人気の支持を得たが、結果は16着と大敗。鞍上の川田はレース後、馬場状態を敗因に挙げた。天皇賞（秋）では池添と1年半ぶりのコンビを組んだがいいところなく11着敗退。次走の有馬記念では先行策を取ったが2周目の3コーナー付近で一気に後退し最後の直線で競走中止となった。レース後の診察で、心房細動を発症していたことが判明した。
2021年6月5日の鳴尾記念で復帰し3着と好走。8月22日の札幌記念で5着となった後に右前球節に痛みが出て放牧された。復帰を目指していたが患部の状態の改善が芳しくなく2022年1月19日に引退が発表された。治療と並行して種牡馬入りが模索されていたが、父親のハービンジャーが未だ第一線の種牡馬であることや中長距離種牡馬の需要の点から種牡馬入りが実現せず、引退後はノーザンホースパークで乗馬となる。有馬記念を優勝した牡馬が種牡馬入りしなかったのは現役時代に死亡したテンポイントを除くと初めてであり、主戦を務めた池添は「騎手としての責任を感じています」とインスタグラムでコメントを残している。

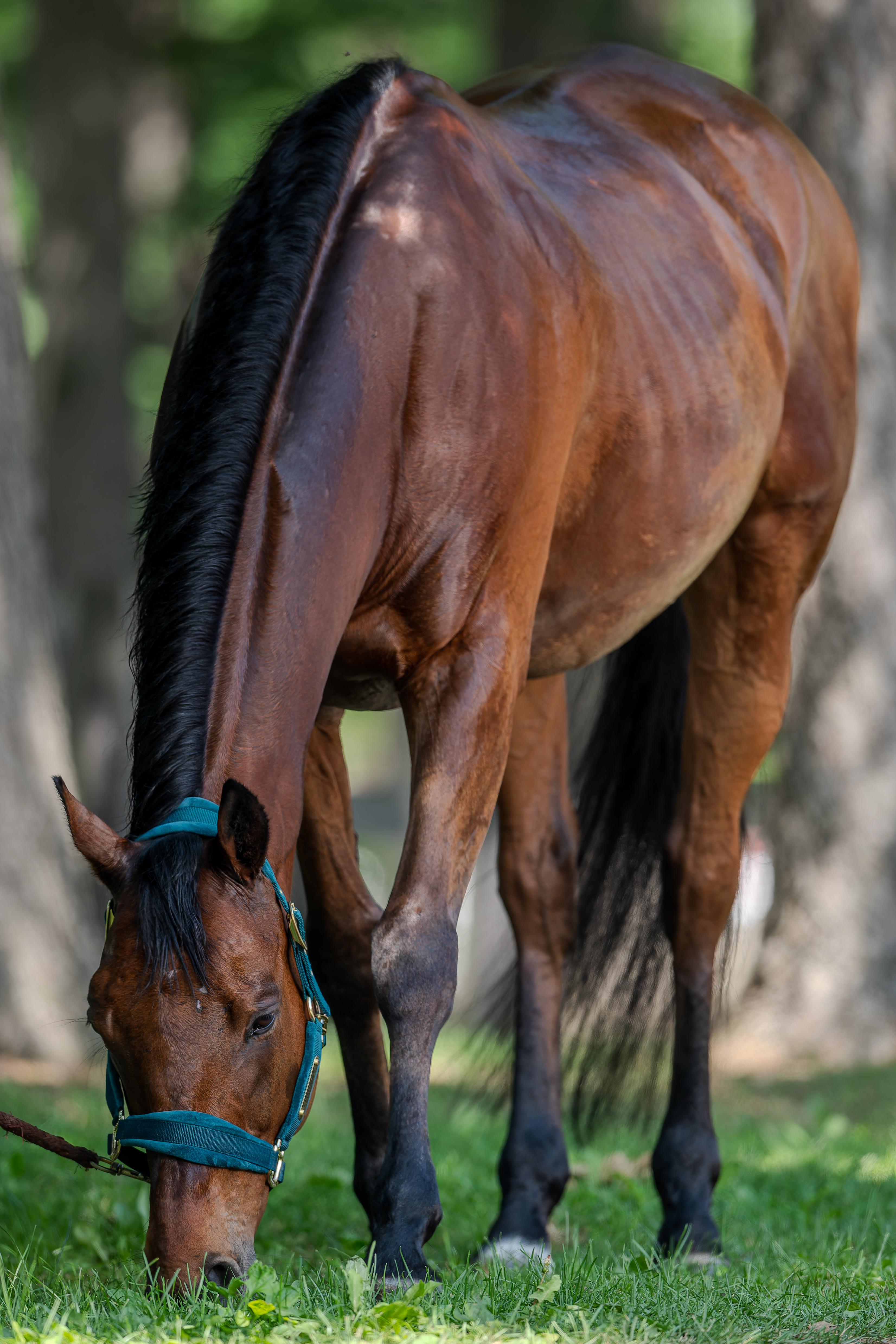
ノーザンホースパークでのブラストワンピース（2024年7月4日）

## 補足

### 馬具について
本馬はレースに出走する際、緑色のシャドーロールを装着している。本来シャドーロールは馬が自身の影に怯えないよう、下の視界を遮るために装着するものであるが、本馬はそういった矯正目的ではなく、「巨漢で顔が大きい馬なので、見栄えを良くするため」にシャドーロールを装着している。

## 競走成績
出典なき場合、以下の内容はnetkeiba.comの情報に基づく。
| 競走日     | 競馬場         | 競走名       | 格      | 距離（馬場）  | 頭 数 | 枠 番 | 馬 番 | オッズ （人気） | 着順 | タイム （上り3F） | 着差  | 騎手      | 斤量 [kg] | 1着馬（2着馬）         | 馬体重 [kg] | 出典   |
| ---------- | -------------- | ------------ | ------- | ------------- | ----- | ----- | ----- | --------------- | ---- | ----------------- | ----- | --------- | --------- | ---------------------- | ----------- | ------ |
| 2017.11.19 | 東京           | 2歳新馬      |         | 芝1800m（良） | 14    | 5     | 7     | 012.20（5人）   | 01着 | R1:51.4（33.3）   | -0.2  | 0池添謙一 | 55        | （ロードダヴィンチ）   | 520         |        |
| 2018.02.04 | 東京           | ゆりかもめ賞 | 500万下 | 芝2400m（稍） | 14    | 7     | 12    | 003.30（2人）   | 01着 | R2:27.6（34.0）   | -0.7  | 0池添謙一 | 56        | （ドレーク）           | 522         |        |
| 0000.03.24 | 阪神           | 毎日杯       | GIII    | 芝1800m（良） | 10    | 1     | 1     | 002.50（1人）   | 01着 | R1:46.5（33.9）   | -0.3  | 0池添謙一 | 56        | （ギベオン）           | 522         |        |
| 0000.05.27 | 東京           | 東京優駿     | GI      | 芝2400m（良） | 18    | 4     | 8     | 004.60（2人）   | 05着 | R2:23.8（34.5）   | -0.2  | 0池添謙一 | 57        | ワグネリアン           | 532         |        |
| 0000.09.02 | 新潟           | 新潟記念     | GIII    | 芝2000m（良） | 13    | 1     | 1     | 001.80（1人）   | 01着 | R1:57.5（33.5）   | -0.3  | 0池添謙一 | 54        | （メートルダール）     | 530         |        |
| 0000.10.21 | 京都           | 菊花賞       | GI      | 芝3000m（良） | 18    | 2     | 3     | 003.40（1人）   | 04着 | R3:06.5（34.1）   | -0.4  | 0池添謙一 | 57        | フィエールマン         | 530         |        |
| 0000.12.23 | 中山           | 有馬記念     | GI      | 芝2500m（稍） | 16    | 4     | 8     | 008.90（3人）   | 01着 | R2:32.2（35.7）   | -0.0  | 0池添謙一 | 55        | （レイデオロ）         | 534         |        |
| 2019.03.31 | 阪神           | 大阪杯       | GI      | 芝2000m（良） | 14    | 5     | 7     | 003.20（1人）   | 06着 | R2:01.3（35.3）   | -0.3  | 0池添謙一 | 57        | アルアイン             | 530         |        |
| 0000.05.26 | 東京           | 目黒記念     | GII     | 芝2500m（良） | 13    | 5     | 6     | 002.20（1人）   | 08着 | R2:29.1（35.8）   | -0.9  | 0池添謙一 | 59        | ルックトゥワイス       | 538         |        |
| 0000.08.18 | 札幌           | 札幌記念     | GII     | 芝2000m（良） | 14    | 1     | 1     | 004.70（3人）   | 01着 | R2:00.1（34.9）   | -0.0  | 0川田将雅 | 57        | （サングレーザー）     | 536         |        |
| 0000.10.06 | パリロンシャン | 凱旋門賞     | GI      | 芝2400m（重） | 12    | 4     | 5     |                 | 11着 | R2:38.06（44.38） | -6.09 | 0川田将雅 | 59.5      | Waldgeist              | 計不        | [ 39 ] |
| 2020.01.26 | 中山           | AJCC         | GII     | 芝2200m（稍） | 12    | 8     | 11    | 003.00（1人）   | 01着 | R2:15.0（36.1）   | -0.2  | 0川田将雅 | 57        | （ステイフーリッシュ） | 546         |        |
| 0000.04.05 | 阪神           | 大阪杯       | GI      | 芝2000m（良） | 12    | 3     | 3     | 004.30（3人）   | 07着 | R1:59.0（34.4）   | -0.6  | 0川田将雅 | 57        | ラッキーライラック     | 542         |        |
| 0000.06.28 | 阪神           | 宝塚記念     | GI      | 芝2200m（稍） | 18    | 8     | 18    | 009.90（4人）   | 16着 | R2:18.0（40.3）   | -4.5  | 0川田将雅 | 58        | クロノジェネシス       | 542         |        |
| 0000.11.01 | 東京           | 天皇賞（秋） | GI      | 芝2000m（良） | 12    | 1     | 1     | 032.30（7人）   | 11着 | R1:59.5（34.6）   | -1.7  | 0池添謙一 | 58        | アーモンドアイ         | 550         |        |
| 0000.12.27 | 中山           | 有馬記念     | GI      | 芝2500m（良） | 16    | 1     | 2     | 033.10（9人）   |      | 競走中止          |       | 0横山武史 | 57        | クロノジェネシス       | 546         |        |
| 2021.06.05 | 中京           | 鳴尾記念     | GIII    | 芝2000m（良） | 13    | 1     | 1     | 008.10（5人）   | 03着 | R2:01.4（34.0）   | -0.7  | 0岩田康誠 | 57        | ユニコーンライオン     | 548         |        |
| 0000.08.22 | 札幌           | 札幌記念     | GII     | 芝2000m（良） | 13    | 8     | 12    | 012.30（3人）   | 05着 | R2:00.0（35.9）   | -0.5  | 0岩田康誠 | 57        | ソダシ                 | 540         |        |

## 競技成績
| 開催日     | 大会名             | 競技名                 | 競技課目                          | 頭 数 | 出 番 | 順位 | 競技成績 | 騎乗者 | 所属                 | 開催地               | 出典          |
| ---------- | ------------------ | ---------------------- | --------------------------------- | ----- | ----- | ---- | -------- | ------ | -------------------- | -------------------- | ------------- |
| 2023.06.18 | 北海道春季馬術大会 | 第2課目B part2         | JEF馬場馬術競技第2課目B           | 6     | 3     | 06位 | 56.154％ | 加藤諒 | ノーザンホースパーク | ノーザンホースパーク | [ 40 ]        |
| 0000.08.19 | 北海道馬術大会     | 第2課目B part1         | JEF馬場馬術競技第2課目B           | 7     | 1     | 01位 | 67.051％ | 加藤諒 | ノーザンホースパーク | ノーザンホースパーク | [ 41 ]        |
| 0000.08.20 | 北海道馬術大会     | 第2課目B part2         | JEF馬場馬術競技第2課目B           | 8     | 1     | 01位 | 67.308％ | 加藤諒 | ノーザンホースパーク | ノーザンホースパーク | [ 42 ]        |
| 0000.09.03 | 北海道秋季馬術大会 | ワンスター課目         | FEI総合馬術ワンスター馬場馬術課目 | 6     | 6     | 01位 | 66.305％ | 加藤諒 | ノーザンホースパーク | ノーザンホースパーク | [ 43 ]        |
| 0000.10.01 | 北海道地区乗馬大会 | RRC北海道大会          | NRCAオリジナル馬場馬術課目        | 12    | 1     | 02位 | 63.485％ | 加藤諒 | ノーザンホースパーク | ノーザンホースパーク | [ 44 ] [ 45 ] |
| 0000.12.17 | RRC FINAL 2023     | RRC 馬場馬術ファイナル | NRCAオリジナル馬場馬術課目        | 15    | 8     | 11位 | 64.167％ | 加藤諒 | ノーザンホースパーク | JRA馬事公苑          | [ 46 ] [ 47 ] |

## 血統表
| ブラストワンピースの血統                        | ブラストワンピースの血統                                                                      | ブラストワンピースの血統                                                                      | （血統表の出典）                                                                              | （血統表の出典）    |
| 父系                                            | デインヒル系                                                                                  | デインヒル系                                                                                  | デインヒル系                                                                                  | [ § 2 ]             |
| 父 *ハービンジャー Harbinger 2006 鹿毛 イギリス | 父の父Dansili 1996 黒鹿毛 アメリカ                                                            | *デインヒル                                                                                   | Danzig                                                                                        | Danzig              |
| 父 *ハービンジャー Harbinger 2006 鹿毛 イギリス | 父の父Dansili 1996 黒鹿毛 アメリカ                                                            | *デインヒル                                                                                   | Razyana                                                                                       |                     |
| 父 *ハービンジャー Harbinger 2006 鹿毛 イギリス | 父の父Dansili 1996 黒鹿毛 アメリカ                                                            | Hasili                                                                                        | Kahyasi                                                                                       | Kahyasi             |
| 父 *ハービンジャー Harbinger 2006 鹿毛 イギリス | 父の父Dansili 1996 黒鹿毛 アメリカ                                                            | Hasili                                                                                        | Kerali                                                                                        |                     |
| 父 *ハービンジャー Harbinger 2006 鹿毛 イギリス | 父の母Penang Pearl 1996 鹿毛 フランス                                                         | Bering                                                                                        | Arctic Tern                                                                                   | Arctic Tern         |
| 父 *ハービンジャー Harbinger 2006 鹿毛 イギリス | 父の母Penang Pearl 1996 鹿毛 フランス                                                         | Bering                                                                                        | Beaune                                                                                        |                     |
| 父 *ハービンジャー Harbinger 2006 鹿毛 イギリス | 父の母Penang Pearl 1996 鹿毛 フランス                                                         | Guapa                                                                                         | Shareef Dancer                                                                                | Shareef Dancer      |
| 父 *ハービンジャー Harbinger 2006 鹿毛 イギリス | 父の母Penang Pearl 1996 鹿毛 フランス                                                         | Guapa                                                                                         | Sauceboat                                                                                     |                     |
| 母 ツルマルワンピース 2008 鹿毛 北海道浦河町    | 母の父キングカメハメハ 2001 鹿毛 北海道早来町                                                 | Kingmambo                                                                                     | Mr.Prospector                                                                                 | Mr.Prospector       |
| 母 ツルマルワンピース 2008 鹿毛 北海道浦河町    | 母の父キングカメハメハ 2001 鹿毛 北海道早来町                                                 | Kingmambo                                                                                     | Miesque                                                                                       |                     |
| 母 ツルマルワンピース 2008 鹿毛 北海道浦河町    | 母の父キングカメハメハ 2001 鹿毛 北海道早来町                                                 | *マンファス                                                                                   | *ラストタイクーン                                                                             | *ラストタイクーン   |
| 母 ツルマルワンピース 2008 鹿毛 北海道浦河町    | 母の父キングカメハメハ 2001 鹿毛 北海道早来町                                                 | *マンファス                                                                                   | Pilot Bird                                                                                    |                     |
| 母 ツルマルワンピース 2008 鹿毛 北海道浦河町    | 母の母ツルマルグラマー 1999 鹿毛 北海道早来町                                                 | フジキセキ                                                                                    | *サンデーサイレンス                                                                           | *サンデーサイレンス |
| 母 ツルマルワンピース 2008 鹿毛 北海道浦河町    | 母の母ツルマルグラマー 1999 鹿毛 北海道早来町                                                 | フジキセキ                                                                                    | *ミルレーサー                                                                                 |                     |
| 母 ツルマルワンピース 2008 鹿毛 北海道浦河町    | 母の母ツルマルグラマー 1999 鹿毛 北海道早来町                                                 | *エラティス                                                                                   | El Gran Senor                                                                                 | El Gran Senor       |
| 母 ツルマルワンピース 2008 鹿毛 北海道浦河町    | 母の母ツルマルグラマー 1999 鹿毛 北海道早来町                                                 | *エラティス                                                                                   | Summer Review                                                                                 |                     |
| 母系(F-No.)                                     | (FN:9-c)                                                                                      | (FN:9-c)                                                                                      | (FN:9-c)                                                                                      | [ § 3 ]             |
| 5代内の近親交配                                 | Northern Dancer 5･5×5、His Majesty・Graustark 5×5、トライマイベスト・El Gran Senor5･4（母内） | Northern Dancer 5･5×5、His Majesty・Graustark 5×5、トライマイベスト・El Gran Senor5･4（母内） | Northern Dancer 5･5×5、His Majesty・Graustark 5×5、トライマイベスト・El Gran Senor5･4（母内） | [ § 4 ]             |
| 出典                                            | 1. 2. 3. 4.                                                                                   | 1. 2. 3. 4.                                                                                   | 1. 2. 3. 4.                                                                                   | 1. 2. 3. 4.         |

- 母ツルマルワンピースは中央で3勝。2010年の阪神ジュベナイルフィリーズ（GI）で5着に入っている[48]。
- 2代母ツルマルグラマーの半弟に2009年日経賞（GII）勝ち馬のアルナスラインがいる[49]。
- ファミリーナンバー9-cに属し、テューダーミンストレルやフェアトライアルなどを輩出したレディジュラーの直牝系である。